# جينغ تشانغ
جينغ تشانغ (بالصينية: 張芸京) هي مغنية صينية، ولدت في 6 سبتمبر 1983 في تايبيه في تايوان.

## وصلات خارجية
- جينغ تشانغ على موقع ميوزك برينز (الإنجليزية)